# 南部煎餅

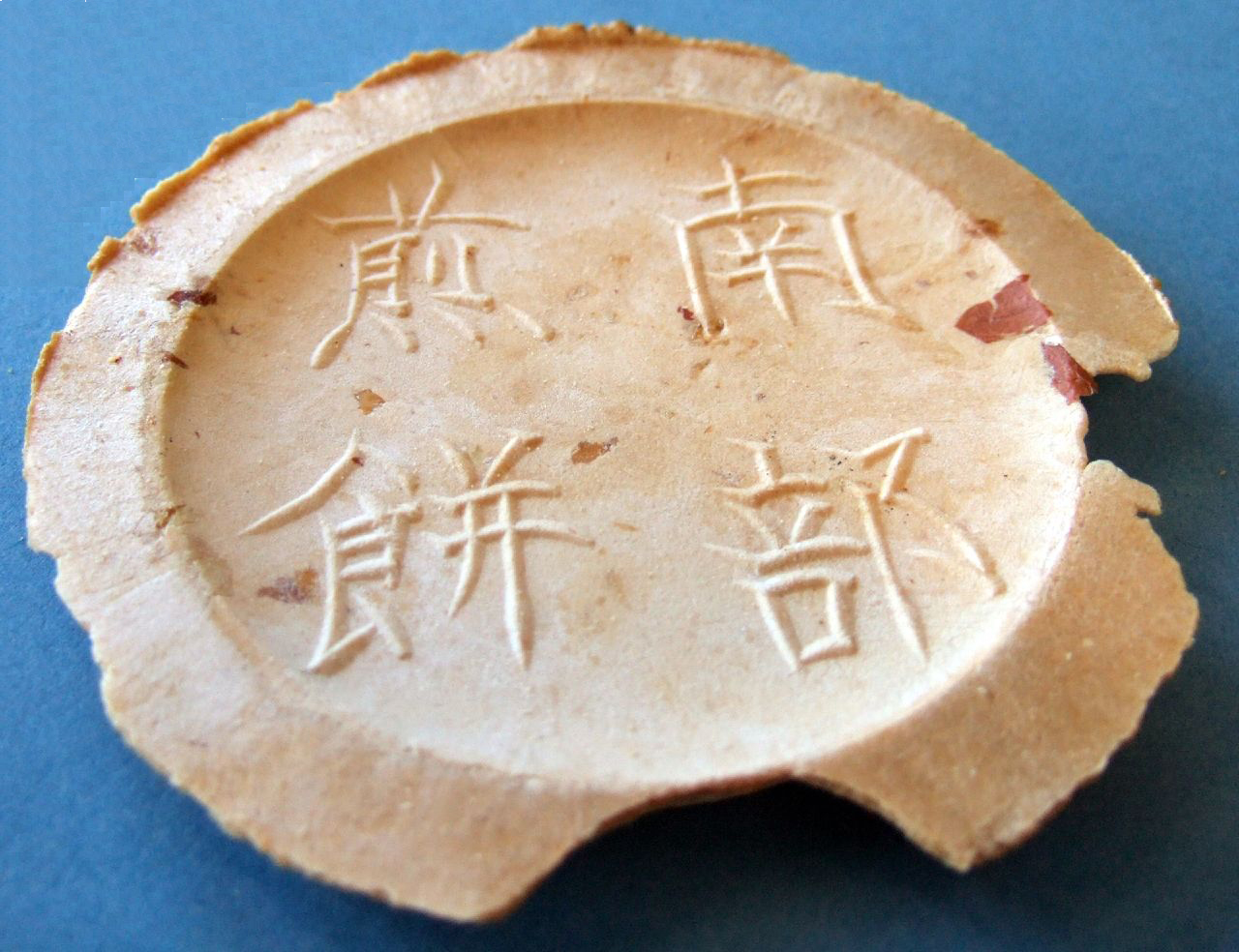

南部煎餅（なんぶせんべい）は、青森県八戸地域発祥とされる小麦粉を原料にした煎餅の一種。南部領の領民がそばや大麦を主原料として、それぞれの家で平たく焼いて食べていたという。水分が少なく保存がきくため、南部藩の野戦食だったという説もある。
南部藩主の居城が三戸（現在の青森県）にあった時代は八戸や岩手県北が盛んだったが、南部藩主が盛岡（現在の岩手県）に居を構えてからは盛岡地方にも広まり、つくられるようになった。
青森県、岩手県が主な生産・消費地で、同地域の名物となっている。

## 概要
小麦粉を水で練って円形の型に入れて堅く焼いて作られる。縁に「みみ」と呼ばれる薄くカリッとした部分があるのが特徴。保存性は非常によいが、時間が経過すると酸化により味が落ちる。個包装の商品も存在するが、通常は10 - 20枚程度を1つの袋に入れた簡素なものが多い。青森、岩手の旧南部氏支配地域においては非常にポピュラーな食べ物であり、来客にも供される。

### 種類
通常の「白せんべい」と呼ばれるものの他にゴマ、クルミ、落花生などを加えて焼いたものもある。また同じ材料で厚めに焼き、食感を柔らかく仕上げた「てんぽせんべい」がある。
近年ではイカ、カボチャ、リンゴ、ココアなどバリエーションが豊富である。クッキー状の生地で作られるものもある。ただし、通常スーパー等で売っているものと言えばまずゴマ、次いで落花生の二種類であり、他の種類のものはメーカー直営店や土産物屋、南部煎餅専門コーナー等以外では入手しにくい。地域によっても味が微妙に異なる。青森県で消費される南部煎餅は比較的薄くてほんのり塩味があり、岩手県で消費される南部煎餅は少し厚みがありほんのり甘い傾向がある。

### 食べ方
そのまま食べるのが一般的であるが、その他に、水飴や赤飯を挟んで食すこともある（せんべいおこわを参照）。水飴を挟んだものは「飴せん」と呼ばれ、津軽地方の「津軽飴」を用いることが多い。
また、パン代わりに「白せんべい」または「ゴマせんべい」をトースターで加熱し、バター等を塗って食べる人もいる。

### 区域
現在は岩手県南部煎餅協同組合が「南部せんべい」の名で商標登録しているが、実際は南部藩の領域で主に生産されてきたものであり、青森県南部・岩手県・北海道にも存在しており広範囲にわたっている。岩手県でも、旧仙台藩にあたる岩手県南部の一関市近辺などでも生産・消費されている。

## 歴史

### 発祥・由来
その由来には諸説あるものの、青森県八戸地域が発祥である部分は共通しており、一般的には「長慶天皇創始説」が広く知られている。
| 説               | 内容 |
| ---------------- | --- |
| 長慶天皇創始説   | 南北朝時代の頃、南朝の長慶天皇が名久井岳の麓（現・青森県三戸郡南部町）、長谷寺を訪れ、食事に困った時に家臣の赤松助左衛門が近くの農家からそば粉と胡麻を手に入れ、自分の鉄兜を鍋の代わりにして焼き上げたものを天皇に食事として出した。この食べ物が後の南部せんべいの始まりであるとする説である。 さらに天皇はその風味を非常に好んで度々、赤松に作らせ、天皇は煎餅に赤松氏の家紋「三階松」と南朝の忠臣、楠木正成の家紋「菊水」の印を焼きいれることを許したという。現在の南部煎餅には確かに「菊水」と「三階松」の紋所が刻まれている。昭和20年代初頭に、八戸煎餅組合によって「南部せんべい」の創始起源の再整理が行われた際、この説を中心に整理された。 |
| 八戸南部氏創始説 | 応永18年（1411年）の「秋田戦争」で八戸軍（根城南部）の兵士たちが戦場でそば粉に胡麻と塩を混ぜ鉄兜で焼いて食べたところ、将兵の士気大いに上がり、戦勝することができた。その後多くの合戦に携行され、南部せんべいの始まりとなったとする、「八戸南部氏創始」説もある。 |
| キリスト創始伝承 | 昭和10年（1935年）頃に新郷村の盆踊り「Y&K」から、突如誕生した新郷村の「イエス・キリスト日本渡来伝説」と共に沸いたネタ話の一つ。 ゴルゴタの丘での処刑を逃れたキリストは、シベリア経由で日本に渡来した。八戸の八太郎に上陸して青森県新郷村の沢口や迷ヶ平で生活したという。この時キリストの郷里で食べていたパン（マッツァー）に似せて作ったとも、モーゼ伝説におけるマナだともいう。聖書ではマナは煮ても焼いてもよいとされ、煎餅状にしたものが、現在の南部せんべいの始まりであるという説である。 ただしこの説の場合、マナの正体は米だったともいうので現在の南部煎餅の材料（小麦）とは合わない。                                                       |

### 明治・大正期
明治・大正時代の時点で既に南部せんべいは北海道・東北六県で広く食べられていた。当時は麦粉に塩を加えて丸く焼くだけのもので非常にシンプルなものであった。明治時代以前は松の木を用いて焼いていたが、大正期には炭火でせんべいを焼くようになった。
南部地方の八戸町（現在の青森県八戸市）では明治10年代頃には煎餅店が140店あり、他の業種(呉服店67戸、米商58戸）を大きく上回っており、幅広く地域住民に食されていたことがうかがえる。また、煎餅店だけでなく、各家庭にも煎餅型が数個備えてあり、一般的に南部煎餅が焼かれていた。

## 関係食品

### せんべいのみみ
せんべいを丸く仕上げる過程で、型からはみ出してしまった部分は切り落とされるが、この部分を集めた「せんべいのみみ」と呼ばれる食べ物もあり、地元ではこちらも人気がある。

### せんべい汁（八戸せんべい汁・南部煎餅汁など）

煮込用の煎餅の例。胡麻はもちろんのこと落花生も入っていない。型くずれしないように水分を残して仕上げられてある。

青森の南部地方と岩手の県北地方の周辺では、醤油仕立ての汁にこれを加えたせんべい汁という料理があり、寒い時期の定番料理として広く親しまれている。煎餅を煮込んで軟らかくすると、同じように小麦粉を原料としたすいとんなどに似た味わいになる。
汁に入れて煮込んでも煮くずれしにくい、汁用に作られた「おつゆせんべい」もしくは「かやきせんべい」と呼ばれる調理用のせんべいを使用することが多い。お菓子である白せんべいやごませんべいを使用することも稀にある。なお、ピーナッツ入りを使用することは無い。
近年では、八戸せんべい汁研究所が、八戸せんべい汁としてブランド化を図って活動をしており、八戸市を中心とした近隣の居酒屋や飲食店ではせんべい汁を提供する店が増えている。

## 商標登録
2011年12月現在、「南部せんべい」の名称は、岩手県南部煎餅協同組合が商標登録している。